# Mende
Mende [mɑ̃d] ist eine französische Stadt mit 12.322 Einwohnern (Stand 1. Januar 2022) im Département Lozère in der Region Okzitanien (vor 2016 Languedoc-Roussillon). Sie ist Sitz der Präfektur und Hauptort des Arrondissements Mende. Ihre Einwohner werden Mendois genannt. Mende ist außerdem Sitz eines katholischen Bistums.

## Geographie

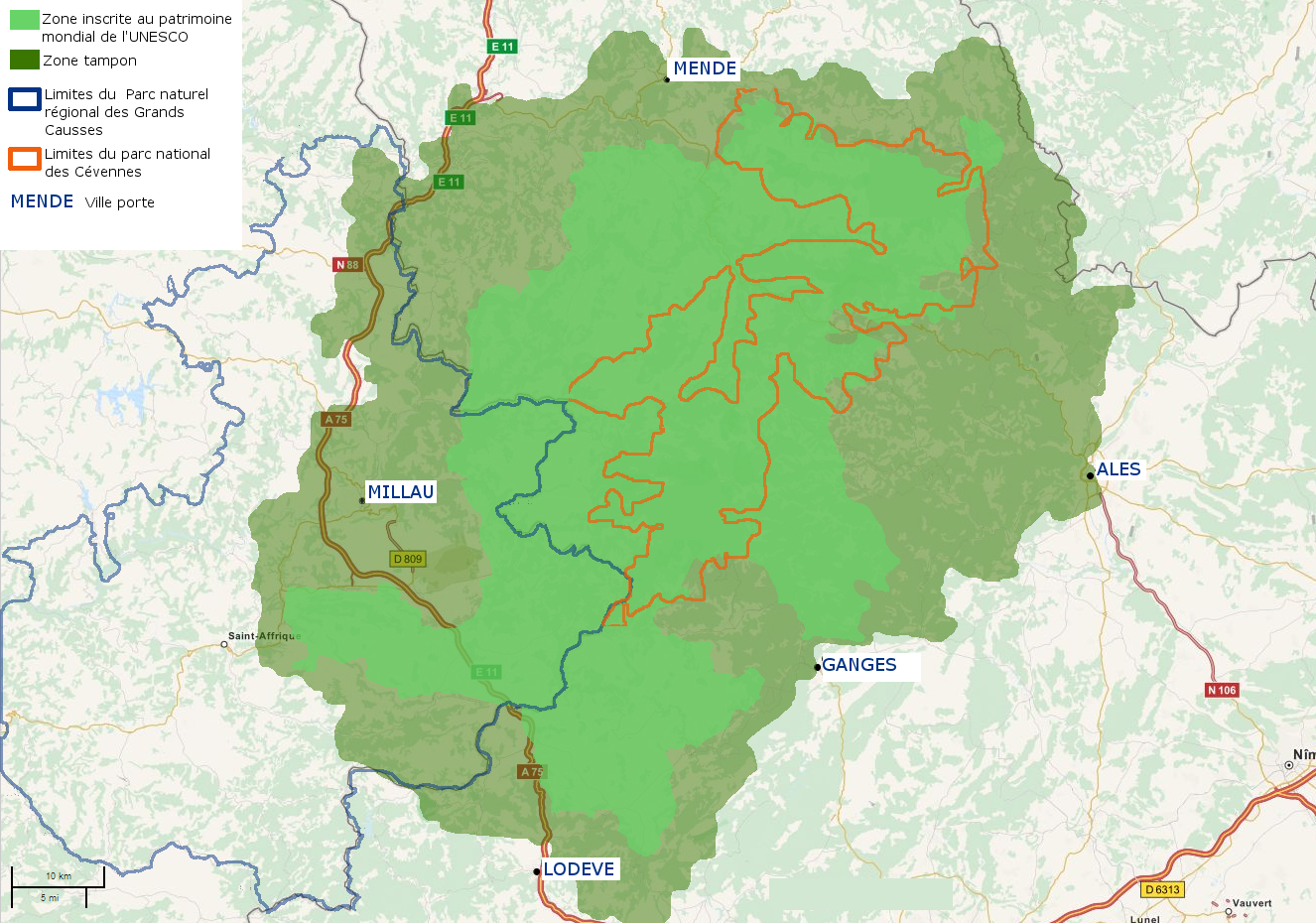
Das UNESCO-Weltkulturerbe Les Causses et les Cévennes (hellgrün) südlich von Mende

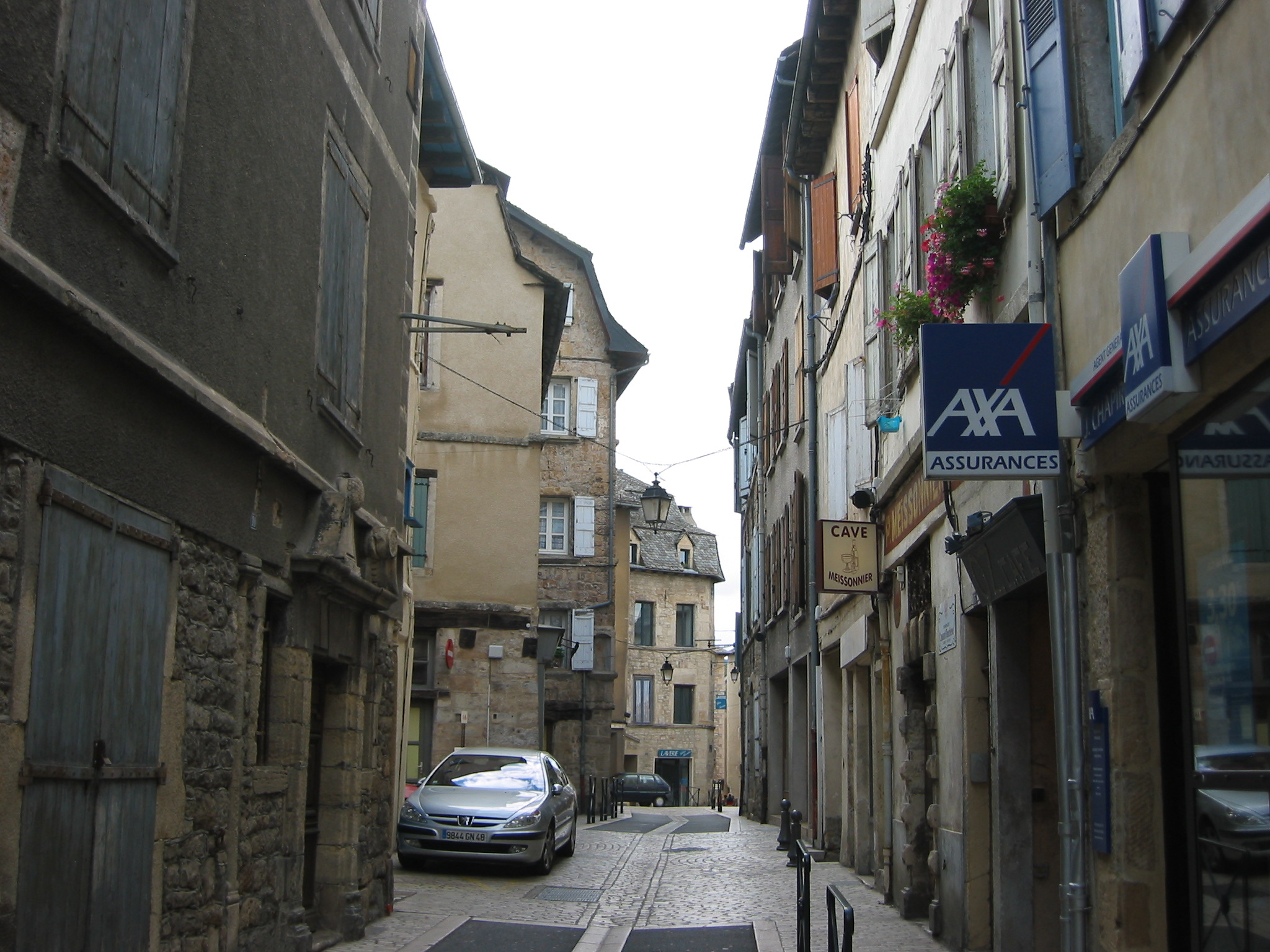
Rue Basse in der Innenstadt

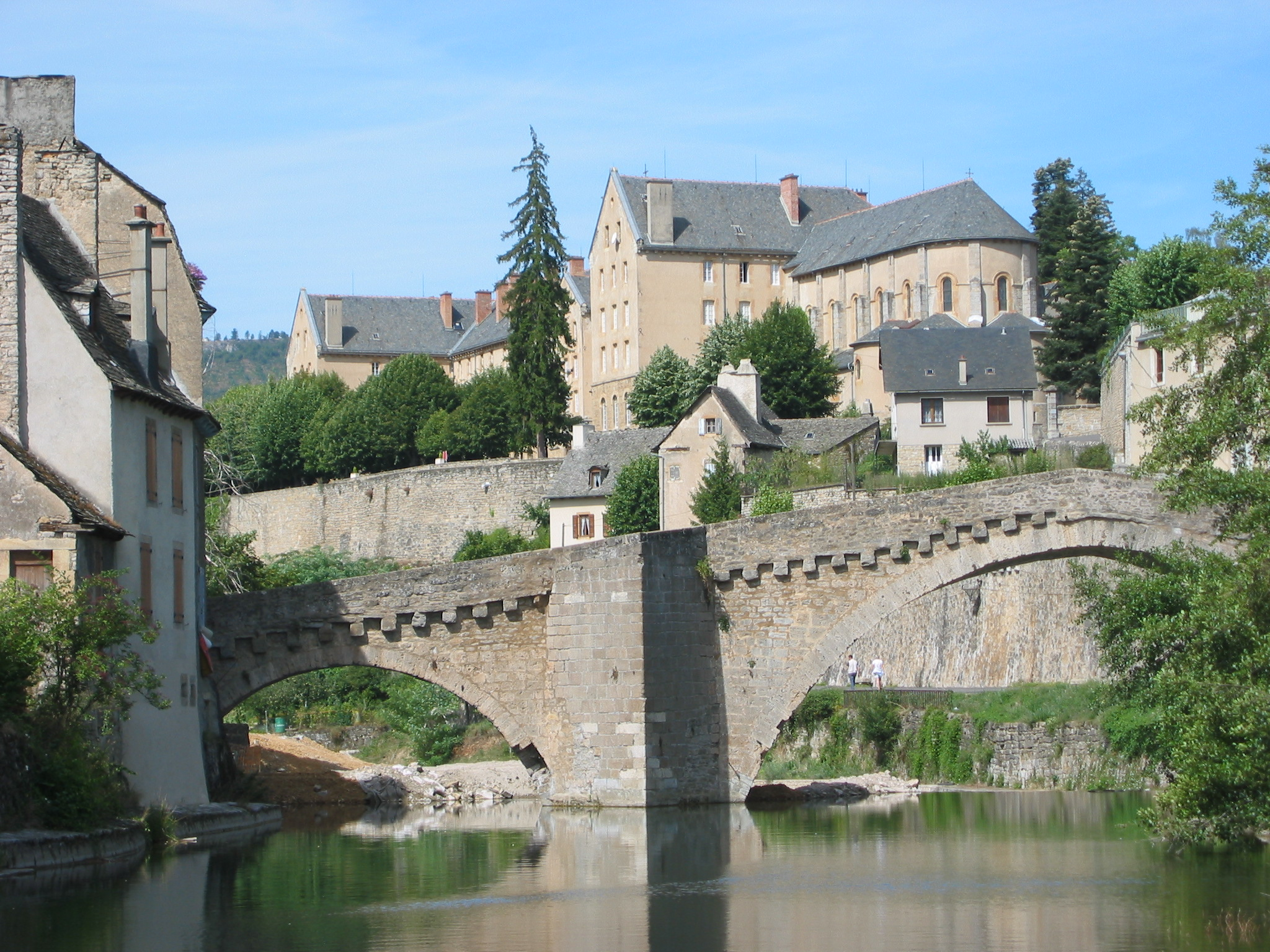
Pont Notre-Dame über den Lot

Mende liegt im südlichen Zentralmassiv nördlich der Cevennen in der Nähe des Mont Lozère auf einer Höhe von über 700 m. Die Stadt liegt am linken Ufer des Flusses Lot und wird überragt vom Mont Mimat. Südlich von Mende liegt die Kulturlandschaft Les Causses et les Cévennes, die unter diesem Namen seit 2011 als Weltkulturerbe der UNESCO eingetragen ist.
Nachbargemeinden sind im Norden Chastel-Nouvel, im Osten Badaroux, im Südosten Lanuéjols, im Süden Brenoux und Saint-Bauzile, im Südwesten Balsièges sowie im Westen Barjac und Monts-de-Randon mit Servières.

## Geschichte
Die Region war bereits in der Bronzezeit besiedelt. Mende fungierte lange als wichtiger Handelsplatz zwischen dem Languedoc und der Auvergne.
Der Legende nach begann die Geschichte der Stadt im 3. Jahrhundert. In der Region lebte der gallische Stamm der Gabalier, deren Bischof Privatus am Mont Mimat von den Alemannen unter Chrocus gefangen genommen wurde. Als die Gabalier den Alemannen Gehorsam gelobten, wurde er zwar freigelassen, starb jedoch kurz darauf an den Folgen der Folter. In der Folge wurde, nach seiner Heiligsprechung, sein Grab in der heutigen Stadt Mende das Ziel zahlreicher Pilger. An der Stelle wurde eine Kirche errichtet, die durch eine 1467 vollendete gotische Kathedrale ersetzt wurde.
Im Jahr 1161 huldigte der Bischof von Mende, Aldebert III, im Namen der Diözese Gévaudan dem französischen König Ludwig VII., der daraufhin den örtlichen Bischöfen den Titel Graf des Gévaudan und die Herrschaft über die Provinz verlieh. Angesichts des Widerstands der lokalen Barone und als Symbol für seine Macht ließ Aldebert eine Stadtmauer errichten, deren Verlauf die heutigen, um die Innenstadt verlaufenden, Boulevards markieren.
Im 16. Jahrhundert wurde ein Teil des Gévaudan protestantisch, Mende blieb jedoch dem katholischen Glauben treu. im Jahr 1579 bemächtigte sich der Hugenottenführer Mathieu Merle der Stadt und dezimierte den örtlichen Klerus. 1581 ließ er die Kathedrale und ihre 1517 geweihte Glocke „Non Pareille“, damals die größte Glocke der Welt, zerstören. Die Kathedrale wurde identisch wiederaufgebaut.
1721 wurde Mende von der Pest heimgesucht. Sie war, damit „die Luft besser zirkulieren könne“, 1768 einer der Gründe für den Abbruch der Stadtmauer. Im Zuge der Revolution wurde die Mende von der Hauptstadt der Provinz Gévaudan zur Präfektur des Départements Lozère.
Im Jahr 1888 erhielt Mende, als zweite Präfektur nach Paris, eine öffentliche Straßenbeleuchtung. In jener Zeit begann der Niedergang der örtlichen Textilindustrie, die im 20. Jahrhundert vollkommen verschwand. Mit der Entwicklung der Eisenbahn und dem Ausbau der Straßen schwand auch die Bedeutung der großen Märkte.
In der Gemarkung von Mende befand sich seit Anfang 1939 ein großes Internierungslager, in dem zunächst spanische Bürgerkriegsflüchtlinge untergebracht wurden. Von Ende 1939 an wurde das Lager als Fraueninternierungslager weiterbetrieben.
Weniger bekannt als das Camp de Rieucros ist das im Mai/Juni 1940 eingerichtete Flüchtlingslager La Vernède auf dem Gelände des gleichnamigen Fußballplatzes. Es war zunächst dazu bestimmt, französische Binnenflüchtlinge aufzunehmen, die auf der Flucht vor der vordringenden deutschen Wehrmacht in den Süden drängten. Ende 1940/Anfang 1941 wurde das Lager geschlossen und die Flüchtlinge von den französischen Behörden aufgefordert, in ihre Herkunftsorte zurückzukehren.
Der wohl prominenteste Insasse dieses Lagers war Alfred Döblin, der sich im Juni 1940 hier aufhielt und über seine Zeit dort ausführlich in seinem Buch Schicksalsreise berichtete.
Ab Mai 1941 wurde das Lager teilweise reaktiviert und erneut mit Flüchtlingen belegt, die zuvor an einem anderen Ort in Mende untergebracht waren. Ende 1941 waren 80 Personen in diesem Zentrum untergebracht, darunter auch Ausländer, insbesondere Deutsche, Spanier, Belgier und Polen. Unter ihnen befanden sich auch einige Juden.
Die Existenz des Lagers ist bis ins Jahr 1942 dokumentiert. Die Lagerbaracken wurden 1945 teilweise vermietet oder abgebaut und verkauft, drei weitere dienten als Büro der Departementsverwaltung.

### Bevölkerungsentwicklung
| Jahr      | 1962 | 1968 | 1975   | 1982   | 1990   | 1999   | 2006   | 2018   | 2021   |
| Einwohner | 8337 | 9713 | 10.451 | 10.929 | 11.296 | 11.804 | 12.378 | 12.227 | 12.316 |

## Sehenswürdigkeiten

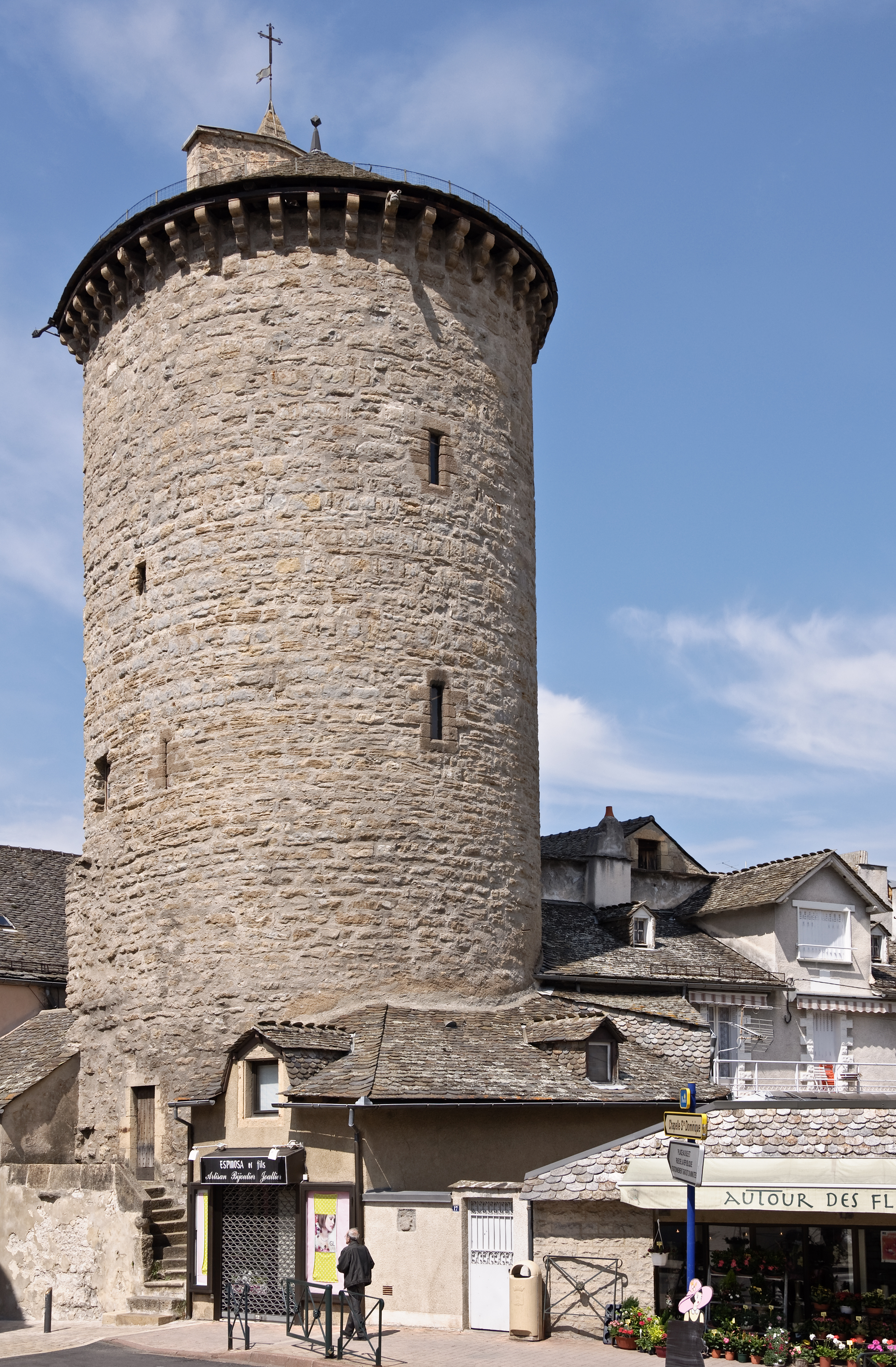
Tour des Pénitents

Der Ort verfügt über einen mittelalterlichen, historischen Stadtkern. Sehenswert sind u. a. die gotische Kathedrale Notre-Dame-et-Saint-Privat (Baubeginn 1368) und eine mittelalterliche Brücke, der Pont Notre-Dame aus dem 13. Jahrhundert. Die Stadt ist Ausgangspunkt für Ausflüge zu den Schluchten des Flusses Tarn.
Das „Freundschaftsdenkmal“ am Platz Emile-Joly ist ein Baumdenkmal. Dabei stehen zwei Ahornbäume jeweils für Deutschland und Frankreich, auch für die Partnerstädte Mende und Wunsiedel, sowie eine Birke für den am 22. Januar 1963 abgeschlossenen deutsch-französischen Freundschaftsvertrag. Dazu gehört eine Informationsstele.
Das Denkmal wurde am 18. August 2018 vom Bürgermeister Laurent Suau, dem stellvertretenden Bürgermeister von Wunsiedel, Wilfried Kukla, und dem Ideengeber Werner Erhardt gepflanzt.

## Wirtschaft
Mende ist Standort von Holz- und Schmuckindustrie, wichtigster Wirtschaftszweig sind jedoch die Dienstleistungen (Touristik, Öffentliche Verwaltung). Der Sitz der Industrie- und Handelskammer des Départements Lozère befindet sich in Mende.

## Verkehr

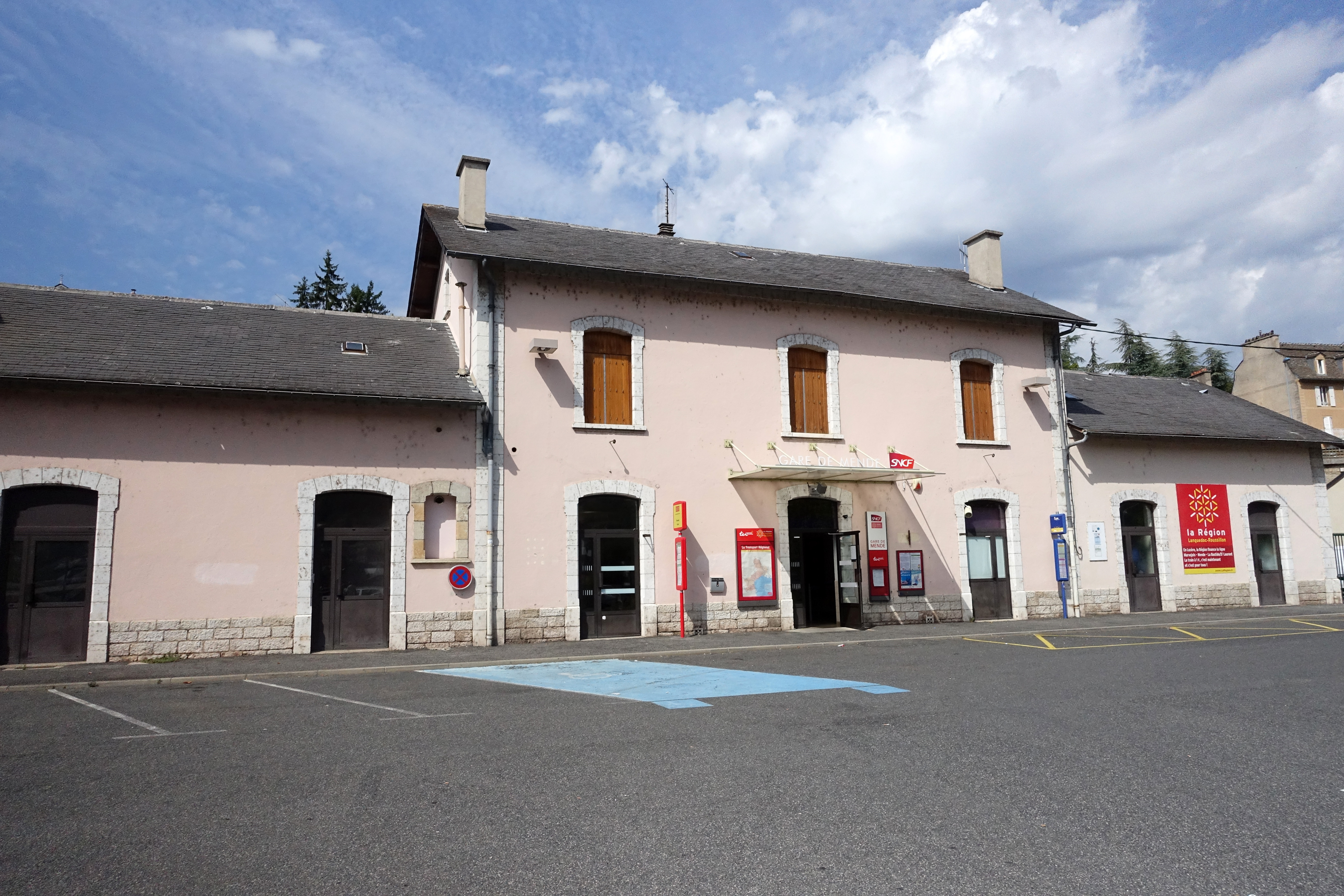
Empfangsgebäude des Bahnhofs

Mende hat einen Bahnhof an der Bahnstrecke Le Monastier–La Bastide-Saint-Laurent-les-Bains. Er wurde am 3. Mai 1884 eröffnet, als der Abschnitt von Le Monastier nach Mende in Betrieb ging. Fast zwei Jahrzehnte lang blieb er Endbahnhof, ehe am 15. November 1902 die Fortsetzung nach Saint-Laurent-les-Bains eröffnet wurde. Aktuell wird der Bahnhof von Regionalzügen des TER Occitanie bedient.
Die Stadt liegt an der Nationalstraße N 88 (Lyon–Toulouse) sowie der ehemaligen N 106, die in diesem Abschnitt 2006 zur Departementsstraße D 806 abgestuft wurde. Die nächsten Autobahn-Anschlussstellen sind Antrenas (38) und Antenne de Romardiès (39.1) an der Autobahn A 75.
Am südlichen Rand des Stadtgebiets liegt der Flugplatz Mende-Brenoux.

## Sport
Mende hat eine lange Geschichte im Endurosport, 1988 gab es dort die 63. Internationale Sechstagefahrt als wichtigste Motorsportveranstaltung. Alljährlich findet um Mende das Enduro-3-Tage-Rennen Trèfle Lozérien statt.
2022 war Mende das Ziel der 14. Etappe der Tour de France.

## Persönlichkeiten
- Alfred Döblin (1878–1957), deutscher Psychiater und Schriftsteller, hatte am 25. Juni 1940 auf der Flucht über Spanien und Portugal in die Vereinigten Staaten in der Kathedrale von Mende ein Bekehrungserlebnis, das 1941 in die Konversion zum Katholischen Glauben führte.
- Joseph de La Porte du Theil (1884–1976), Offizier
- René Lafforgue (1915–2000), Skirennläufer
- Claude Domergue (* 1932), Archäologe
- Claude Érignac (1937–1998), politischer Beamter
- Jean-Pierre Balpe (* 1942), Hochschullehrer und Schriftsteller
- Élisabeth Filhol (* 1965), Romanautorin
- Brigitte Guibal (* 1971), Kanutin
- Noé Duchaufour-Lawrance (* 1974), Innenarchitekt und Designer
- Christophe Laurent (* 1977), Radrennfahrer
- Charlène Clavel (* 1991), Handballspielerin und Triathletin

## Städtepartnerschaften
Mende pflegt Städtepartnerschaften mit
- Wunsiedel (Fichtelgebirge, Deutschland)
- Volterra (Toskana, Italien)
- Vila Real (Trás-os-Montes, Portugal)